# Stare Miasto (Lublin)
Stare Miasto – historycznie najstarsza część Lublina, a od 23 lutego 2006 także dzielnica administracyjna Lublina, obejmująca również tereny po wschodniej stronie al. Unii Lubelskiej (miejsce dawnego Wielkiego Stawu Królewskiego).

## Lokalizacja
Stare Miasto zlokalizowane jest w centralnej części Lublina, stanowiącej środkowy fragment wschodniego skraju Płaskowyżu Nałęczowskiego oraz niżej położony fragment dna doliny Bystrzycy.

## Obiekty
Na terenie Starego Miasta znajdują się liczne zabytki, w tym pozostałości murów miejskich (bramy: Krakowska i Grodzka oraz Baszta Gotycka), renesansowe kamienice, dawny ratusz (Trybunał Koronny) stojący na środku rynku, archikatedra i Wieża Trynitarska, bazylika dominikanów, czy Teatr Stary. Wewnątrz murów znajduje się plac Po Farze, a przed Bramą Krakowską – plac Łokietka. Poza granicami murów miejskich na terenie dzielnicy administracyjnej Stare Miasto znajduje się Zamek z Kaplicą Zamkową.
16 maja 2007 zespół architektoniczno-urbanistyczny lubelskiego Starego Miasta został wpisany na listę pomników historii.

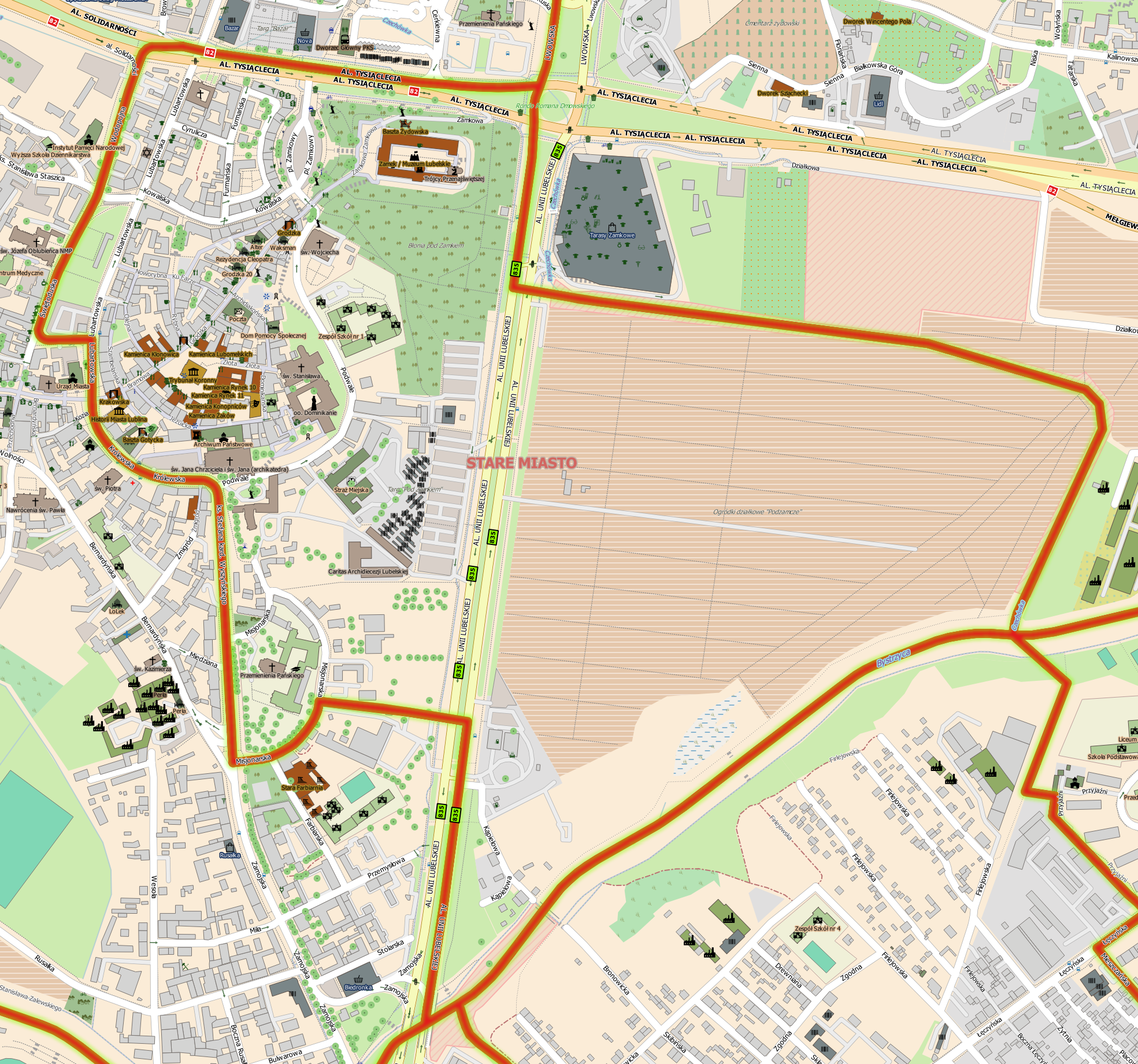
Plan dzielnicy

## Administracja
Granice Starego Miasta określa statut dzielnicy uchwalony 19 lutego 2009 roku. Jej granice, jako dzielnicy administracyjnej, są wytyczne w sposób sztuczny i przebiegają wzdłuż głównych ulic (część zachodnia) oraz w wzdłuż koryt rzek Bystrzycy i Czechówki (część wschodnia). Granice Starego Miasta tworzą: od północy al. Tysiąclecia, od wschodu al. Unii Lubelskiej – Czechówka – Bystrzyca, od południa Bystrzyca, a od zachodu – al. Unii Lubelskiej – ul. Wyszyńskiego – ul. Królewska – ul. W. Bajkowskiego (d. Przystankowa) – ul. Świętoduska – ul. Wodopojna.
Stare Miasto ma powierzchnię 0,94 km². Według stanu na 30 czerwca 2018 na pobyt stały na Starym Mieście było zarejestrowanych 2321 osób.